# NGC 2265
NGC 2265 је група звезда у сазвежђу Близанци која се налази на NGC листи објеката дубоког неба.
Деклинација објекта је + 11° 54' 19" а ректасцензија 6h 41m 41,6s. Привидна величина (магнитуда) објекта NGC 2265 износи 4,1.